# Гай Юлій Цезар Страбон Вопіск
Гай Юлій Цезар Страбон Вопіск (лат. Gaius Iulius Caesar Strabo Vopiscus; 130 до н. е. —87 до н. е.) — політичний, військовий діяч, поет та красномовець часів Римської республіки.

## Біографія
Походив з патриціанського роду Юліїв. Син Луція Юлія Цезара, претора 130 року до н. е. Отримав ім'я «Вопіск». ймовірно, маючи брата-близнюка. Вопіск значить близнюк, який залишився живим (при передчасних пологах й смерті другого близнюка).
У 103 році до н. е. увійшов до колегії греміум, яка повинна була слідкувати за дотримання закону Луція Сатурніна — lex frumentaria. У 100 році до н. е. його призначено військовим трибуном. У 99 році до н. е. увійшов до колегії понтифіків.
У 96 році до н. е. обіймав посаду квестора, а у 90 році до н. е. — еділа. Брав участь у Союзницькій війні. Після її закінчення підтримав Луція Корнелія Суллу. У 88 році до н. е., без обіймання посади претора, висунув свою кандидатуру на консула 87 року до н. е. При цьому Гай Страбон сподівався на підтримку Сулли.
Втім останній вимушений був рушити проти армії царя Мітрідата VI Евпатора, що розташовувалася на Балканському півострові. Після цього у 87 році до н. е. до Риму повернулися очільники популярів — Гай Марій та Луцій Корнелій Цинна. Під час вуличних боїв у Римі Гай Юлій Цезар Страбон Вопіск та його брат Луцій були вбиті.

## Творчість
Був відомий як автор численних трагедій на еллінських теми. З усього доробку Страбона збереглися лише уривки з трагедії «Адраст», «Текмеса», «Тевтрад». також він був майстром епістолярного жанру. Красномовство Гая Цезаря Страбона Вопіска вихваляє Цицерон у своєму діалозі «Про ораторів».